# راپرت کراس
راپرت کراس (انگلیسی: Rupert Crosse؛ ۲۹ نوامبر ۱۹۲۷ – ۵ مارس ۱۹۷۳) یک هنرپیشه اهل ایالات متحده آمریکا بوده است.